# Gilles Ménage (författare)

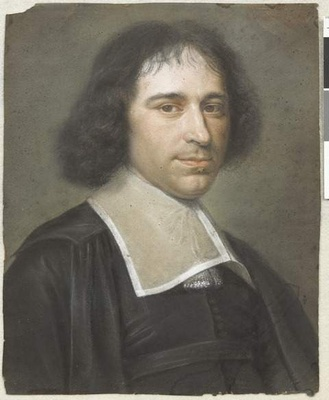
Gilles Ménage 1666.

Gilles Ménage (latin Aegidius Menagius), född den 15 augusti 1613 i Angers, död den 23 juli 1692 i Paris, var en fransk lärd.
Ménage var till en början advokat, men blev sedan prior med goda intäkter och ägnade sig åt litteraturen. Ménage ägde utomordentligt minne, mycken kvickhet och vidsträckta kunskaper, men var i högsta grad satirisk samt stötte sig ofta med samtida vittra stormän i Frankrike (Molière skildrade honom som Vadius i "Les femmes savantes"). I Franska akademien lyckades det honom aldrig att komma in; däremot samlade han kring sig ett eget litterärt samfund, "Les Mercuriales". Ménages främsta arbeten är Dictionnaire étymologique, ou origines de la langue française (1650; 3:e upplagan 1750) och Origini della lingua italiana (1669; 2:a upplagan 1685). Efter Ménages död offentliggjordes "Menagiana" (1693; 4:e upplagan 1729).